# Tracy Letts
Tracy S. Letts (Oklahoma, 4 de julho de 1965) é um ator, dramaturgo e roteirista norte-americano, receptor do Prémio Pulitzer de Teatro de 2008.